# Електричний конденсатор

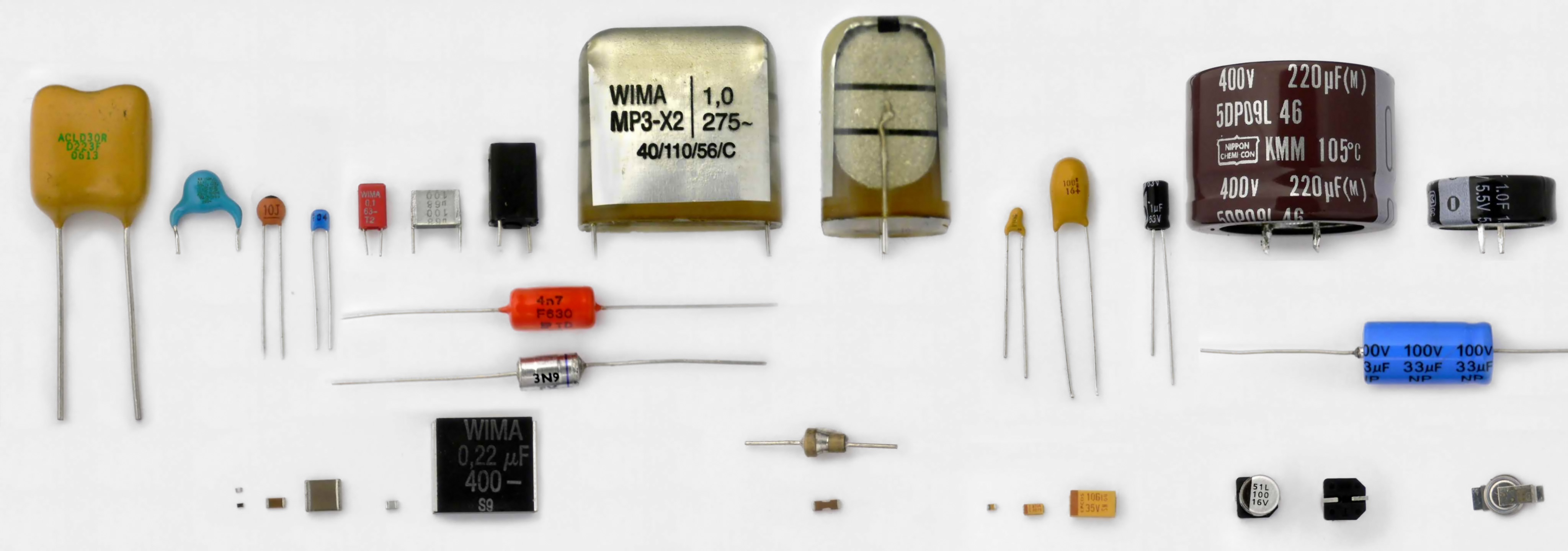
Різні види конденсаторів

Електри́чний конденсáтор (англ. capacitor; нім. Kondensator m) — система з двох чи більше електродів (обкладок), які розділені діелектриком, товщина якого менша у порівнянні з розміром обкладок. Така система має взаємну електричну ємність і здатна нагромаджувати та зберігати електричний заряд.
Конденсатор є пасивним електронним компонентом і широко застосовується в електронних схемах для блокування постійного струму, пропускаючи змінний струм.

## Історія

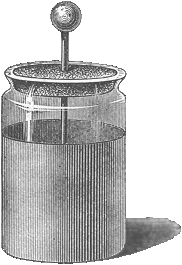
Лейденська банка

У 1745 році в Лейдені німецький фізик Евальд Юрген фон Клейст та голландський фізик Пітер ван Мушенбрук створили перший конденсатор — «лейденську банку». Назву винаходу дав французький фізик Жан-Антуан Нолле. Це була закупорена наповнена водою скляна банка, обклеєна всередині й зовні фольгою. Крізь кришку в банку був уведений металевий стрижень. Лейденська банка дозволяла накопичувати і зберігати порівняно великі заряди, порядку мікрокулона. Завдяки Лейденській банці вдалося вперше штучним шляхом отримати електричну іскру. Дослід з лейденською банкою було повторено Ж.Нолле в присутності французького короля. Вчений утворив ланцюг із 180 солдатів-гвардійців, що тримались за руки, причому перший у ланцюгу тримав банку в руці, а останній — торкався дроту, викликаючи проскакування іскри. Ймовірно, звідси бере початок термін «електричний ланцюг».
Винайдення лейденської банки стимулювало вивчення електрики та електропровідних властивостей деяких матеріалів. Досліди з лейденською банкою стали проводити фізики різних країн, а в 1746—1747 роках перші теорії лейденської банки розробили знаменитий американський вчений Бенджамін Франклін та англієць В. Уатсон. З'ясувалося, що метали — найкращі провідники електрики. Одним з найважливіших наслідків винаходу лейденської банки стало встановлення впливу електричних розрядів на організм людини, що привело до зародження електромедицини — це було перше порівняно широке практичне застосування електрики, котре зіграло значну роль у поглибленні вивчення електричних явищ.
При проведенні досліджень з банкою було встановлено, що кількість електрики, накопиченої в банці, пропорційна до розміру обкладок і обернено пропорційна товщині ізоляційного шару. Перший плоский конденсатор створив у 1783 італійський фізик Алессандро Вольта.

## Властивості конденсатора

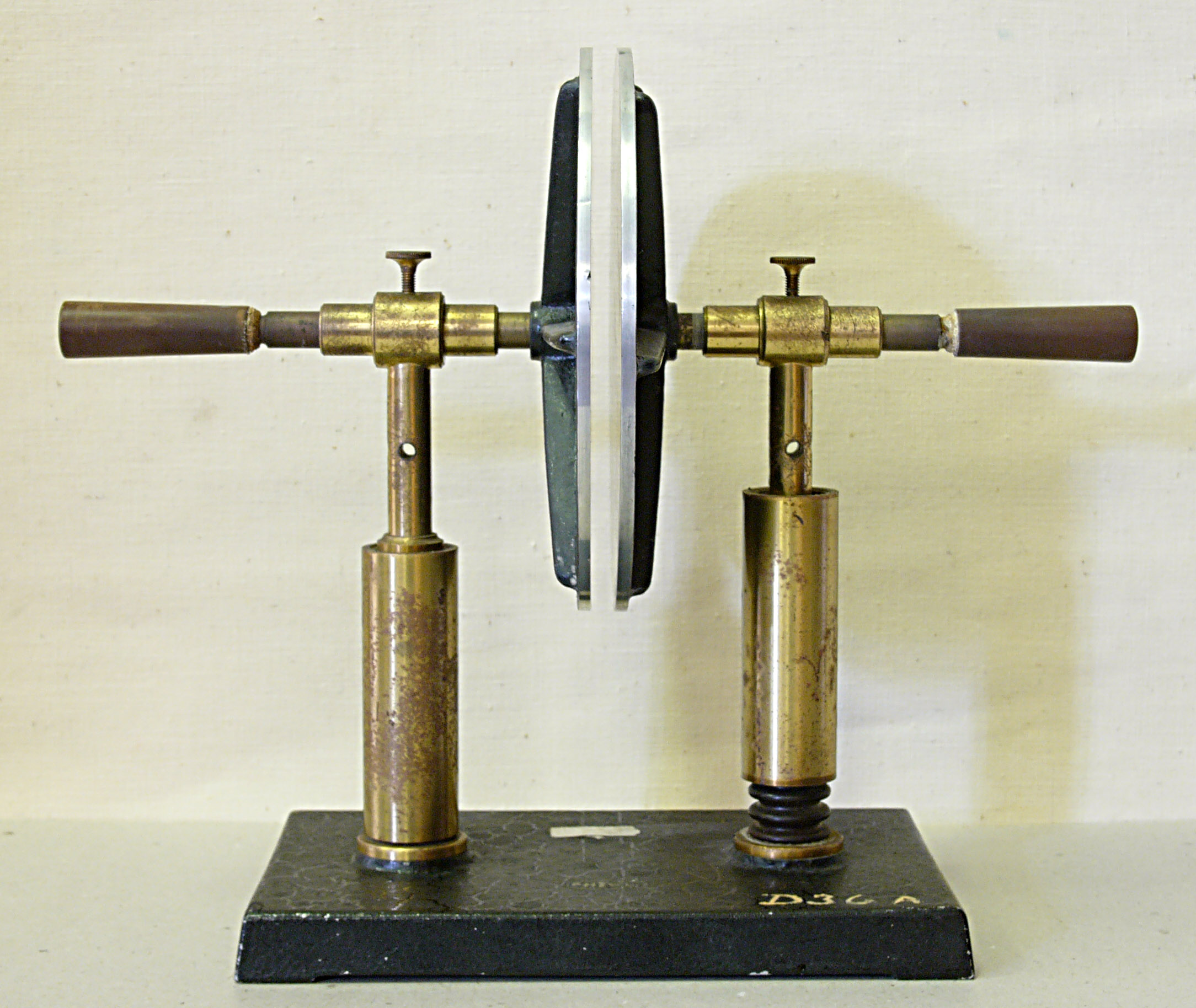
Демонстрація найпростішого конденсатора у вигляді паралельних пластин. Діелектриком між пластинами може бути повітря, рідина, або твердий матеріал (діелектрик).

Прикладання електричної напруги до обкладок конденсатора спричиняє накопичення на них електричного заряду. Після відключення від джерела напруги, заряд утримується на обкладках силами електростатики. Якщо конденсатор, як цілісний елемент, не є наелектризованим, то заряд, що накопичений на обох обкладках є однаковим за величиною і протилежний за знаком. Здатність конденсатора накопичувати заряд характеризує його електрична ємність:
{\displaystyle C={\frac {Q}{U}}}
де: C — ємність конденсатора у фарадах;
Q — електричний заряд, що накопичений на одній з обкладок в кулонах;
U — електрична напруга між обкладками у вольтах.
Ємність виражається у фарадах. Одна фарада є досить значною одиницею, тому на практиці ємність конденсаторів виражається у піко-, нано-, мікро- та міліфарадах.
У загальному випадку, напруга {\displaystyle U_{C}} і електричний струм {\displaystyle I_{C}} конденсатора у момент часу t пов'язані залежністю:
{\displaystyle U_{C}={\frac {Q}{C}}={1 \over C}\int _{-\infty }^{t}I_{C}(\tau ){\mbox{d}}\tau }
Робота dW, яку слід виконати, щоб перенести елементарний заряд dq з однієї обкладки конденсатора ємності C, на іншу, при допущенні, що одна з обкладок містить заряд з поточним значенням q.
{\displaystyle {\mbox{d}}W=U(q){\mbox{d}}q={\frac {q}{C}}{\mbox{d}}q}
Енергію, яка накопичена в конденсаторі можна визначити інтегруванням рівняння, записаного вище з отриманням виразу:
{\displaystyle W=\int _{0}^{Q}{q \over C}{\mbox{d}}q={1 \over 2}{Q^{2} \over C}={1 \over 2}CU_{C}^{2},}
де: Q — початкове значення заряду конденсатора.
Зміну величини заряду конденсатора у часі характеризує електричний струм у момент заряджання, на основі чого можна записати:
{\displaystyle I_{c}(t)={{{\mbox{d}}Q} \over {{\mbox{d}}t}}=C{{{\mbox{d}}U_{c}} \over {{\mbox{d}}t}}}
Конденсатор у колі постійної напруги після того, як він зарядиться не проводить струм, оскільки його обкладки розділені діелектриком. У ланцюгу зі змінною напругою він проводить електричний струм, оскільки коливання змінного струму викликають циклічне перезаряджання конденсатора, а тому і струм у ланцюгу, що описується рівняннями:
{\displaystyle U_{c}(t)=U_{0}\sin(\omega t)\,}
{\displaystyle I_{c}=C{{{\mbox{d}}U_{C}} \over {{\mbox{d}}t}}=CU_{0}\omega \cos(\omega t)}
Величина, що пов'язує струм і напругу на конденсаторі, називається реактивним опором, котра є тим меншою, чим більшою є ємність конденсатора і частота струму. Для конденсатора характерним є те, що для синусоїдального закону зміни струму, зміна напруги відстає за фазою на кут {\displaystyle {\frac {\pi }{2}}} (тобто струм випереджає напругу за фазою на кут {\displaystyle {\frac {\pi }{2}}}). З цієї точки зору імпеданс конденсатора є комплексним числом і описується рівнянням:
{\displaystyle Z={\frac {1}{i\omega C}}={\frac {-i}{\omega C}}={\frac {-i}{2\pi fC}}}
де: ω — кутова частота;
f — частота в герцах;
i — уявна одиниця
Реактивний опір ємнісного опору записується рівнянням:
{\displaystyle X_{c}={\frac {-1}{\omega C}}={\frac {-1}{2\pi fC}}}
Відповідно, для постійного струму частота дорівнює нулю, а опір конденсатора — нескінченна величина (в ідеальному випадку).
При зміні частоти змінюється діелектрична проникність діелектрика і рівень впливу паразитних параметрів — власної індуктивності і опору втрат. На високих частотах будь-який конденсатор можна розглядати як послідовний коливальний контур, утворений ємністю С, власною індуктивністю LС і опором втрат Rn.
{\displaystyle f_{p}=1/2\pi {\sqrt {L_{c}C}}}
При f > fp конденсатор в колі змінного струму поводить себе як котушка індуктивності. Відповідно, конденсатор доцільно використовувати лише на частотах f < fp, на яких його опір має ємнісний характер.

## Характеристики конденсаторів

Між пластинами конденсатора виникає електричне поле. Діелектрик (оранжевого кольору) знижує поле та підвищує ємність.

### Ємність
Основною характеристикою конденсатора є його електрична ємність (точніше номінальна ємність), яка визначає накопичений заряд. Типові значення ємності конденсаторів складають від одиниць пікофарад до сотень мікрофарад. Але існують конденсатори з ємністю десятків фарад.
Ємність плоского конденсатора, яка складається з двох паралельних металічних пластин площиною S кожна, які розташовані на відстані d одна від одної, в системі SI виражена формулою {\displaystyle C={\frac {\varepsilon \varepsilon _{0}S}{d}}~}, де ε — відносна діелектрична проникність середовища, яке заповнює простір між пластинами. Ця формула справедлива лише при малих d.
Для отримання великих ємностей конденсатори з'єднують паралельно. Загальна ємність батареї паралельно з'єднаних конденсаторів дорівнює сумі ємностей всіх конденсаторів, які входять у батарею.
{\displaystyle C=\sum _{i=1}^{n}C_{i}}
При послідовному з'єднанні конденсаторів заряди усіх конденсаторів однакові. 
Загальна ємність батареї послідовно з'єднаних конденсаторів дорівнює
{\displaystyle C={\frac {1}{\sum _{i=1}^{n}1/C_{i}}}}
Ця ємність завжди менша від мінімальної ємності конденсатора, який входить в батарею. Але при послідовному з'єднанні зменшується загроза пробою конденсаторів, оскільки на кожний конденсатор надходить лише частина різниці потенціалів джерела напруги.

### Питома ємність
Конденсатори також характеризуються питомою ємністю — відношення ємності до об'єму (або маси) конденсатора.

### Ємність у А·год
Ємність конденсатора можна виразити у ампер-годинах виходячи з визначення фарада:
Ф = Кл/В = A·c/В
прийнявши А·год = 3600 А·с, отримуємо:
Ф = 3600·A·год/В
звідси, при напрузі в 1В і ємності конденсатора в 1Ф ємність в А·год буде:
A·год = (1/3600)·В·Ф

### Номінальна напруга
Іншою не менш важливою характеристикою конденсаторів є номінальна напруга — значення електричної напруги, яке позначається на конденсаторі, при якому він може працювати у заданих умовах під час строку служби із зберіганням параметрів у допустимих межах.
Номінальна напруга залежить від конструкції конденсатора і властивостей застосованих матеріалів. При експлуатації напруга на конденсаторі не повинна перевищувати допустимої. Для більшості типів конденсаторів із збільшенням температури допустима напруга знижується.
Напругу, при якій впродовж 1-5 с виникає пробій, називають пробивною. Допустиму робочу напругу обирають у 3-10 разів меншою за пробивну.

### Полярність
Більшість конденсаторів із оксидним діелектриком (електролітичні) мають уніполярну провідність, внаслідок чого їх експлуатація можлива тільки при позитивному потенціалі анода.

### Тангенс кута втрат
Втрати енергії в конденсаторі визначаються втратами в діелектрику та обкладках. При протіканні змінного струму через конденсатор, вектори напруги та струму зміщені на кут π/2-δ (δ — кут діелектричних втрат). При відсутності втрат δ = 0. Тангенс кута діелектричних втрат визначається відношенням активної потужності Рa до реактивної Рр при синусоїдальній напрузі визначеної частоти. Значення тангенса кута втрат у керамічних високочастотних, слюдяних, полістирольних та фторопластових конденсаторів перебувають у межах (10…15)·10−4, полікарбонатних (15…25)·10−4, керамічних низькочастотних 0,035, окисних 0,05…0,35, поліетилентерефталевих 0,01…0,012. Величина, обернена до tg δ, називається добротністю конденсатора.

### Електричний опір ізоляції конденсатора
Електричний опір ізоляції — це опір конденсатора постійному струму, який визначається співвідношенням Rіз=U/Iвит, де U — напруга, що спрямована на конденсатор, Iвит — струм витоку.

### Температурний коефіцієнт ємності (ТКЄ)
ТКЄ — це параметр, який характеризує залежність ємності конденсатора від температури. Практично ТКЄ визначають як відношення зміни ємності конденсатора при зміні температури на 1°С. Але ТКЄ визначається не для всіх типів конденсаторів.

## Стандартизація параметрів конденсаторів та їх кодування

### Умовні графічні позначення
Умовні графічні позначення конденсаторів на електричних схемах повинні відповідати ГОСТ 2.728-74 або міжнародному стандарту IEEE 315—1975. Літерне позначення конденсаторів на електричних схемах відповідно ГОСТ 2.710-81 складається з латинської літери «C» і порядкового номера елементу (цифрове позначення), починаючи з одиниці, в межах групи елементів, наприклад: C1, C2, C3 і т. д.

### Кодування параметрів
Номінальні значення ємностей стандартизовані. Міжнародною електротехнічною комісією (IEC) для ємностей встановлено 7 рядів переважних чисел серії E: Е3, Е6, Е12, Е24, рідше Е48, E96, Е192
Номінальну ємність вказують у вигляді конкретного значення, вираженого у пікофарадах (пФ) або мікрофарадах (мФ) (1 мкФ = 106 пФ). При ємності до 0,01 мкФ, вона вказується у пікофарадах, при цьому можна не вказувати одиницю вимірювання (пФ). При зазначенні номіналу ємності в інших одиницях вказують одиницю вимірювання.
Фактичне значення ємності може відрізнятись від номінального на величину відхилення. Значення цих відхилень встановлено у відсотках для конденсаторів ємністю понад 10 пФ та у пікофарадах для конденсаторів з меншою ємністю. Допуск може кодуватися літерою
- симетричні допуски в процентах

| Буквений код | E      | L     | P     | W     | B    | C     | D    | F  | G  | J  | K   | M   | N   |
| ------------ | ------ | ----- | ----- | ----- | ---- | ----- | ---- | -- | -- | -- | --- | --- | --- |
| Допуск, %    | ±0,005 | ±0,01 | ±0,02 | ±0,05 | ±0,1 | ±0,25 | ±0,5 | ±1 | ±2 | ±5 | ±10 | ±20 | ±30 |

- несиметричні допуски в процентах

| Буквений код | Q       | T       | S       | Z       |
| ------------ | ------- | ------- | ------- | ------- |
| Допуск, %    | −10 +30 | −10 +50 | −20 +50 | −20 +80 |

- симетричні допуски, виражені сталими значеннями

| Буквений код | B    | C     | D    | F  |
| ------------ | ---- | ----- | ---- | -- |
| Допуск, пФ   | ±0,1 | ±0,25 | ±0,5 | ±1 |

Для електролітичних конденсаторів, а також для високовольтних конденсаторів на схемах, після вказання номіналу ємності, вказують їх максимальну робочу напругу у вольтах (В) чи кіловольтах (кВ). Наприклад: «10 мк x 10 В». Для змінних конденсаторів вказують діапазон зміни ємності, наприклад: «10 — 180». Для вказання значень напруг конденсаторів використовують такі букви кодування
| Буквений код          | I   | R   | M   | A   | C   | B   | D  | E  | F  | G  | H  | S  | J  | K  | L  | N   | P   | Q   | Z   | W   | X   | T   | Y   | U   | V   |
| --------------------- | --- | --- | --- | --- | --- | --- | -- | -- | -- | -- | -- | -- | -- | -- | -- | --- | --- | --- | --- | --- | --- | --- | --- | --- | --- |
| Номінальна напруга, В | 1,0 | 1,6 | 2,5 | 3,2 | 4,0 | 6,3 | 10 | 16 | 20 | 25 | 32 | 40 | 50 | 63 | 80 | 100 | 125 | 160 | 200 | 250 | 315 | 350 | 400 | 450 | 500 |

Температурний коефіцієнт ємності (ТКЄ) кодується згідно з таблицею

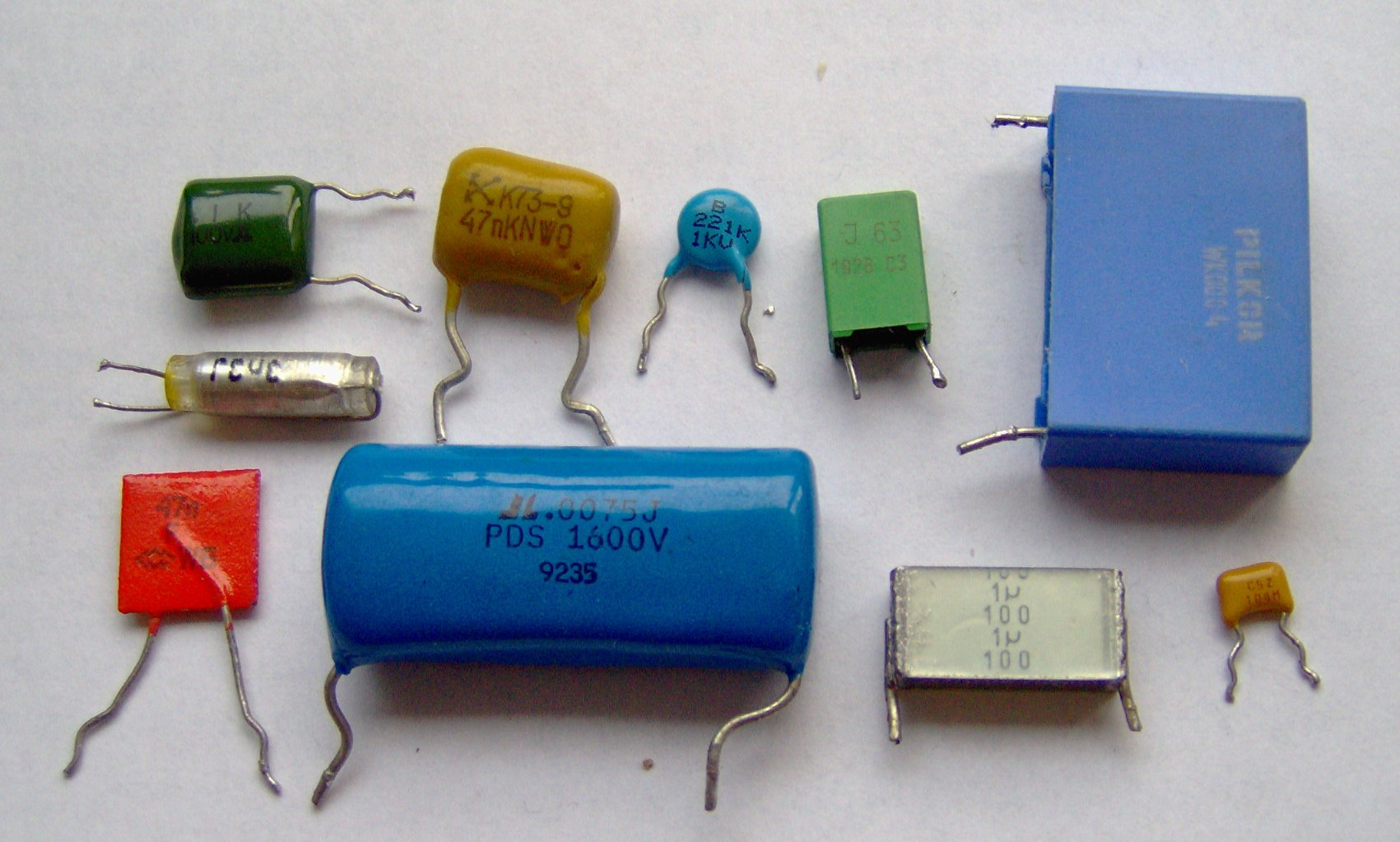
Приклади маркування конденсаторів

| Буквений код                                | A           | G   | N   | C   | H   | M   | L   | P    | R    | S    | T    | U           | V             | K     | Y     | B   | Z   | D   | E   | X   | F   |
| ------------------------------------------- | ----------- | --- | --- | --- | --- | --- | --- | ---- | ---- | ---- | ---- | ----------- | ------------- | ----- | ----- | --- | --- | --- | --- | --- | --- |
| Група за температурною стабільністю ємності | П100 (П120) | П60 | П33 | МП0 | М33 | М47 | М75 | М150 | М220 | М330 | М470 | М750 (М700) | М1500 (М1300) | М2200 | М3300 | Н10 | Н20 | Н30 | Н50 | Н70 | Н90 |
| Номінальне значення ТКЄ×10−6,К−1            | +100        | +60 | +33 | 0   | −33 | −47 | −75 | −150 | −220 | −330 | −470 | −750        | −1500         | −2200 | −3300 | ±10 | ±20 | ±30 | ±50 | ±70 | ±90 |

### Маркування конденсаторів
Маркування конденсаторів може бути літерно-цифровим, яке включає умовне позначення (тип) конденсатора, номінальну напругу, ємність, відхилення ємності, групу ТКЄ, місяць та рік виготовлення.
Кодоване значення ємності містить 3-4 знаки. Літера коду позначає десяткову крапку. Номінальну ємність 0…999пФ виражають в пікофарадах з позначенням літерою «p» (наприклад, 150p); від 1000 до 999999 пФ — в нанофарадах з позначенням літерою «n» (наприклад, n150); від 1 до 999 мкФ — в мікрофарадах з позначенням літерою «μ» (наприклад, 1μ5); від 1000 до 999999 мкФ — в міліфарадах з позначенням літерою «m» (наприклад m100); більше цього значення — у фарадах з позначенням літерою «F».
Після значення номінальної ємності конденсатора вказується кодова літера відхилення ємності, за нею — кодова літера групи ТКЄ. Так, 33pKL означає, що конденсатор має ємність 33 пФ з допуском ±10 % та температурною нестабільністю — 75·10−6K−1. Далі може бути вказана кодова літера номінальної напруги.

## Класифікація конденсаторів

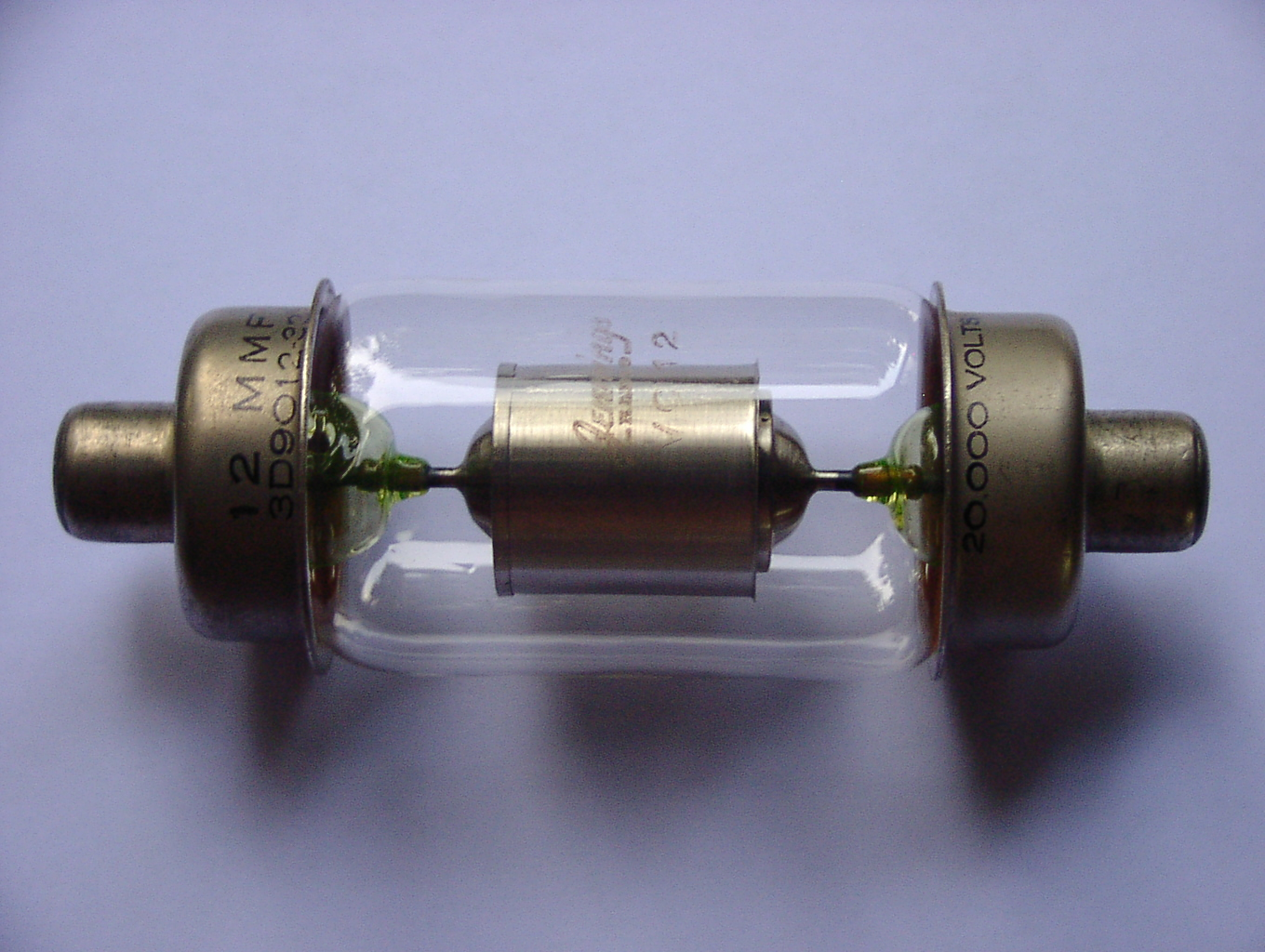
Вакуумний конденсатор сталої ємності (12 пФ, 20 кВ)

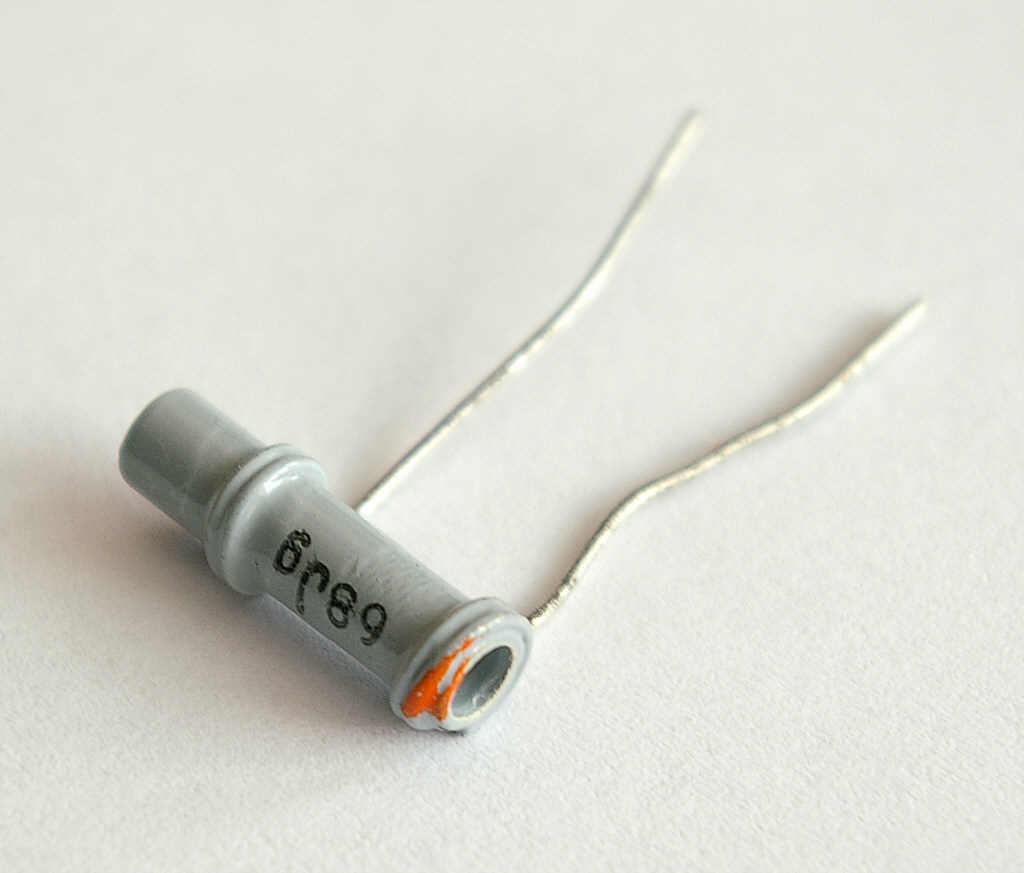
Керамічний конденсатор сталої ємності

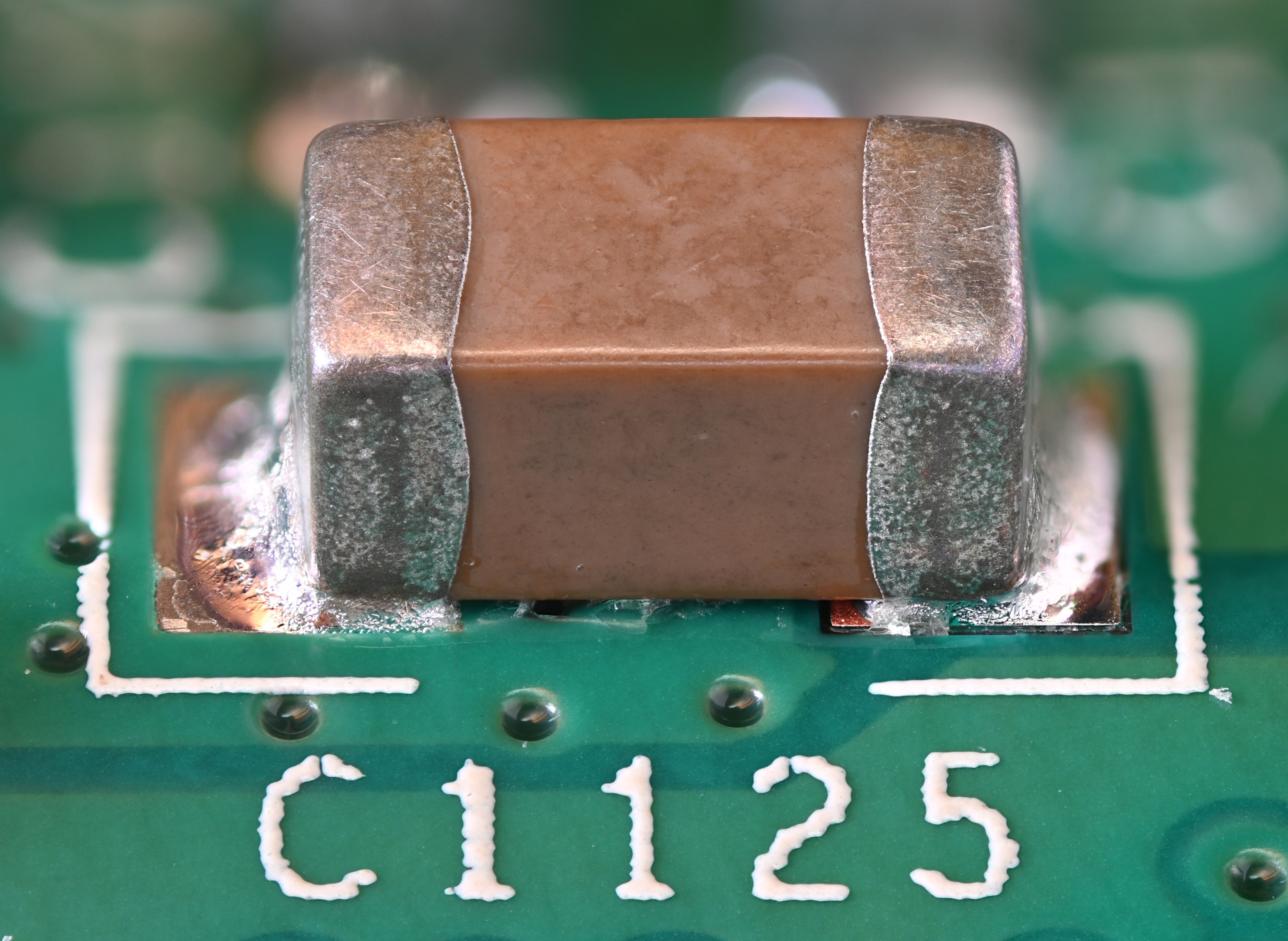
Конденсатор поверхневого монтажу (SMD) на платі, макрофотографія

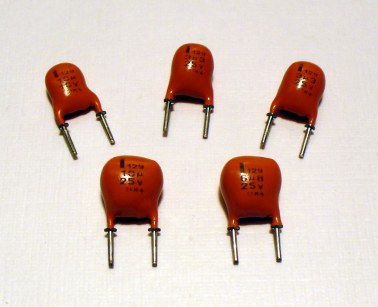
Оксидно-електролітичний конденсатор

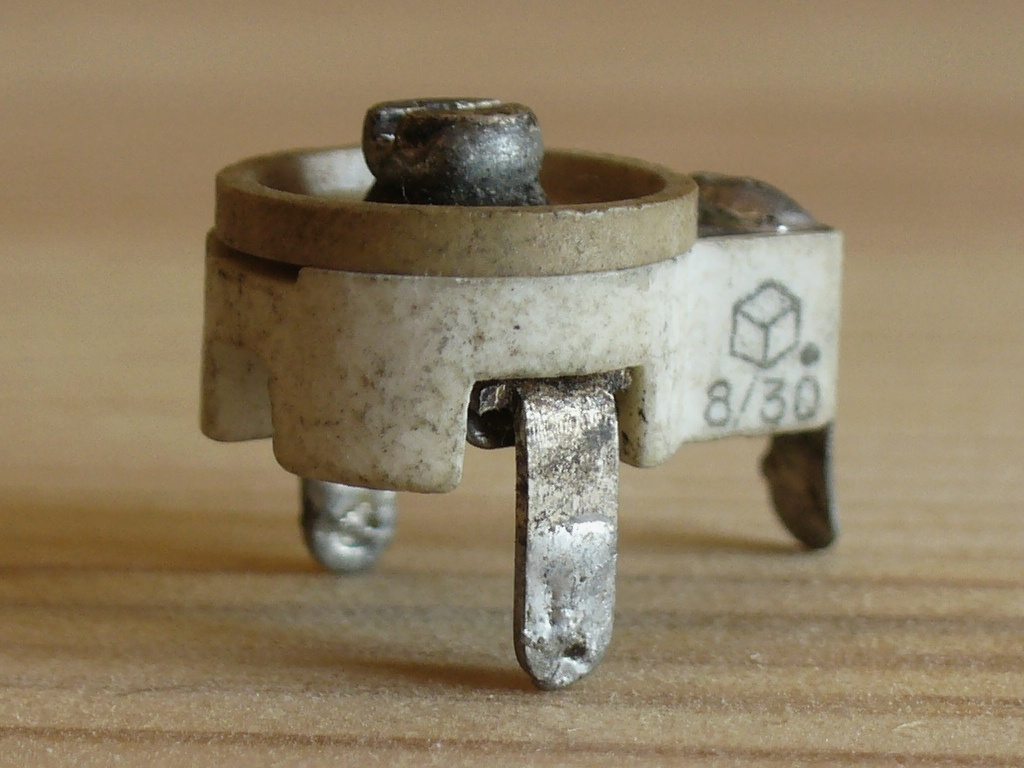
Керамічний конденсатор підналаштування

Основна класифікація конденсаторів проводиться за типом діелектрика в конденсаторі. Тип діелектрика визначає основні електричні параметри конденсаторів: опір ізоляції, стабільність ємності, величину втрат тощо.
За видом діелектрика розрізняють:
- Вакуумні конденсатори (обкладки без діелектрика розташовані у вакуумі);
- Конденсатори з газоподібним діелектриком;
- Конденсатори з рідким діелектриком;
- Конденсатори з твердим неорганічним діелектриком: скляні, слюдяні, керамічні, тонкошарові із неорганічних плівок (К10, К15, К26, К32,);
- Конденсатори з твердим органічним діелектриком: паперові, металопаперові, плівкові, комбіновані (К41, К42, К71, К72);
- Електролітичні та оксидо-напівпровідникові конденсатори. Як діелектрик використовується шар оксиду металу. Наприклад для конденсаторів оксидно-алюмінієвих (К50) це Al2O3, а для оксидно-танталових (К51) — Ta2O3. Однією обкладинкою слугує металева фольга (анод), а друга (катод) — це або електроліт (в електролітичних конденсаторах) або шар напівпровідника (в оксидно-напівпровідникових), нанесений безпосередньо на оксидний шар. Анод виготовляється, в залежності від типу конденсатора, з алюмінієвої, ніобієвої чи танталової фольги. Такі конденсатори відрізняються від інших типів перш за все своєю великою питомою ємністю, але здатні працювати при відносно низьких напругах і мають значні діелектричні втрати.

Крім того, конденсатори розрізняються за можливістю зміни своєї ємності:
- Постійні конденсатори — основний клас конденсаторів, який має сталу ємність (окрім як зменшення з часом використання);
- Змінні конденсатори — конденсатори, які дозволяють зміни ємності в процесі функціонування апаратури. Керування ємністю може відбуватися механічно, електричною напругою (варіконди) та температурою (термоконденсатори). Використовуються, наприклад, у радіоприймачах для налаштування частоти резонансного контуру.
- Конденсатори підлаштування — конденсатори, ємність яких змінюється при разовому чи періодичному регулюванню і не змінюється в процесі функціонування апаратури. Їх використовують для підлаштування та вирівнювання початкових ємностей сполучених контурів, для періодичного підлаштування та регулювання ланцюгів схем, де потрібна незначна зміна ємності.

В залежності від призначення конденсатори можна умовно розділити на конденсатори загального та спеціального призначення. Конденсатори загального призначення використовуються практично у більшості видів і класів апаратури. Традиційно до них відносять найбільш розповсюджені низьковольтні конденсатори, до яких не висуваються особливі вимоги. Решта конденсаторів є спеціальними. До них належать високовольтні, імпульсні, дозиметричі, пускові та інші конденсатори.
За формою обкладок конденсатори бувають: плоскі, циліндричні, сферичні, рулонні та інші (див. таблицю).
| Назва                    | Ємність | Електричне поле                                                                         | Схема |
| ------------------------ | --- | --------------------------------------------------------------------------------------- | ----- |
| Плоский конденсатор      | {\displaystyle C=\varepsilon _{0}\varepsilon _{\mathrm {r} }\cdot {\frac {A}{d}}}                                           | {\displaystyle E={\frac {Q}{\varepsilon _{0}\varepsilon _{\mathrm {r} }A}}}             |       |
| Циліндричний конденсатор | {\displaystyle C=2\pi \varepsilon _{0}\varepsilon _{\mathrm {r} }\,{\frac {l}{\ln \!\left(R_{2}/R_{1}\right)}}}             | {\displaystyle E(r)={\frac {Q}{2\pi rl\varepsilon _{0}\varepsilon _{\mathrm {r} }}}}    |       |
| Сферичний конденсатор    | {\displaystyle C=4\pi \varepsilon _{0}\varepsilon _{\mathrm {r} }\left({\tfrac {1}{R_{1}}}-{\tfrac {1}{R_{2}}}\right)^{-1}} | {\displaystyle E(r)={\frac {Q}{4\pi r^{2}\varepsilon _{0}\varepsilon _{\mathrm {r} }}}} |       |
| Сфера                    | {\displaystyle ~C=4\pi \varepsilon _{0}\varepsilon _{\mathrm {r} }R_{1}}                                                    | {\displaystyle E(r)={\frac {Q}{4\pi r^{2}\varepsilon _{0}\varepsilon _{\mathrm {r} }}}} |       |

За способом монтажу конденсатори поділяються на елементи навісного монтажу і поверхневого (друкованого), а також для використання у складі мікросхем та мікромодулів. Виводи конденсаторів для навісного монтажу можуть бути жорсткими або м'якими, аксіальними або радіальними з дроту чи стрічки, у вигляді пелюсток, кабельного вводу, шпильок чи опорних гвинтів. У більшості конденсаторів одна з обкладок сполучається з корпусом, який служить другим виводом.

## Використання конденсаторів

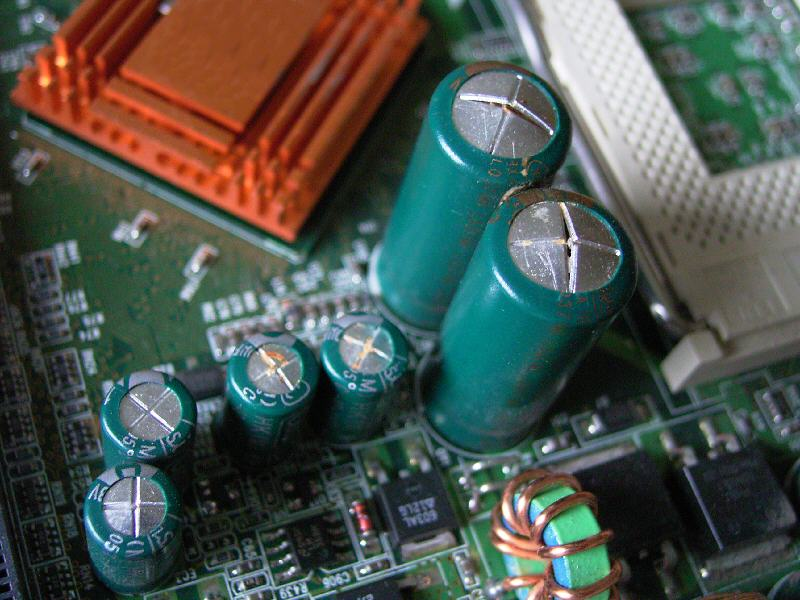
Сучасні електролітичні конденсатори. Завдяки частковим надрізам на верхніх кришках електролітичних конденсаторів в більшості випадків вдається уникнути вибуху при виході конденсатора з ладу.

Конденсаторам знаходиться використання практично у всіх галузях електротехніки.
Конденсатори використовуються як фільтри при перетворенні змінного струму на постійний.
При з'єднанні конденсатора з котушкою індуктивності утворюється коливальний контур, який використовується у пристроях прийому-передачі.
За допомогою конденсаторів можна отримувати імпульси великої потужності, наприклад, у фотоспалахах.
Оскільки конденсатор здатний довгий час зберігати заряд, то його можна використовувати як елемент пам'яті. Цей принцип використовує динамічна оперативна пам'ять.